# Maarten Mooij
Maarten Mooij (Westzaan, 17 december 1918 - Soest, 22 juni 1990) was een Nederlandse kunstschilder en beeldhouwer.

## Leven en werk
Mooij (ook vermeld als Mooy) volgde lessen in tekenen en schilderen in Den Haag, Amsterdam en Antwerpen. Als beeldhouwer was hij autodidact. Tot 1943 woonde en werkte hij in Den Haag, daarna in Amersfoort. Hij had een atelier op de Algemene Burgerlijke Begraafplaats Achter Davidshof, later aan de Hooglandsedijk in Amersfoort. Hij maakte figuratieve beelden. Mooij is de vader van Ton Mooy, die ook beeldhouwer werd.

### Wenende man
In 1952 kwamen burgemeester en wethouders van Amersfoort met het voorstel om Mooij de opdracht te geven een beeld te maken voor de aula op de Rusthof`. Mooij maakte een ontwerp van een "geslagen mens". De raadsleden waren niet onverdeeld gelukkig met het voorstel. Een KVP-raadslid vond het meer een "wanhopig mens", anderen vonden de gekozen plaats ongelukkig. Het voorstel werd uiteindelijk met 21 tegen 6 stemmen aangenomen. Mooij ging aan de slag en maakte het beeld, dat nu bekend is als Wenende man. Hij wilde het naakt maken, maar de gemeenteraad vond een mannelijk naakt op een begraafplaats niet gepast. De opdracht werd uiteindelijk ingetroken. Het beeld heeft jaren in een achtertuin gestaan, vervolgens achter Mooijs atelier aan de Hooglandsedijk, tot het in de jaren 70 alsnog een plaats kreeg op de Rusthof.

## Enkele werken
- 1951 Dwerg, Amersfoort
- 1952 Wenende man, Leusden
- 1953 Moeder en kind, Amersfoort
- 1953 Peinzende vrouw, Amersfoort
- 1955 Speerwerper, Maarssen
- 1957 Twee clowns, Amersfoort
- 1957 Duikelend jongetje, voor de Vlindervallei in Amersfoort
- 1965 Meisje met gans, Zwolle (oorspronkelijk in Holtenbroek)[4]

## Fotogalerij

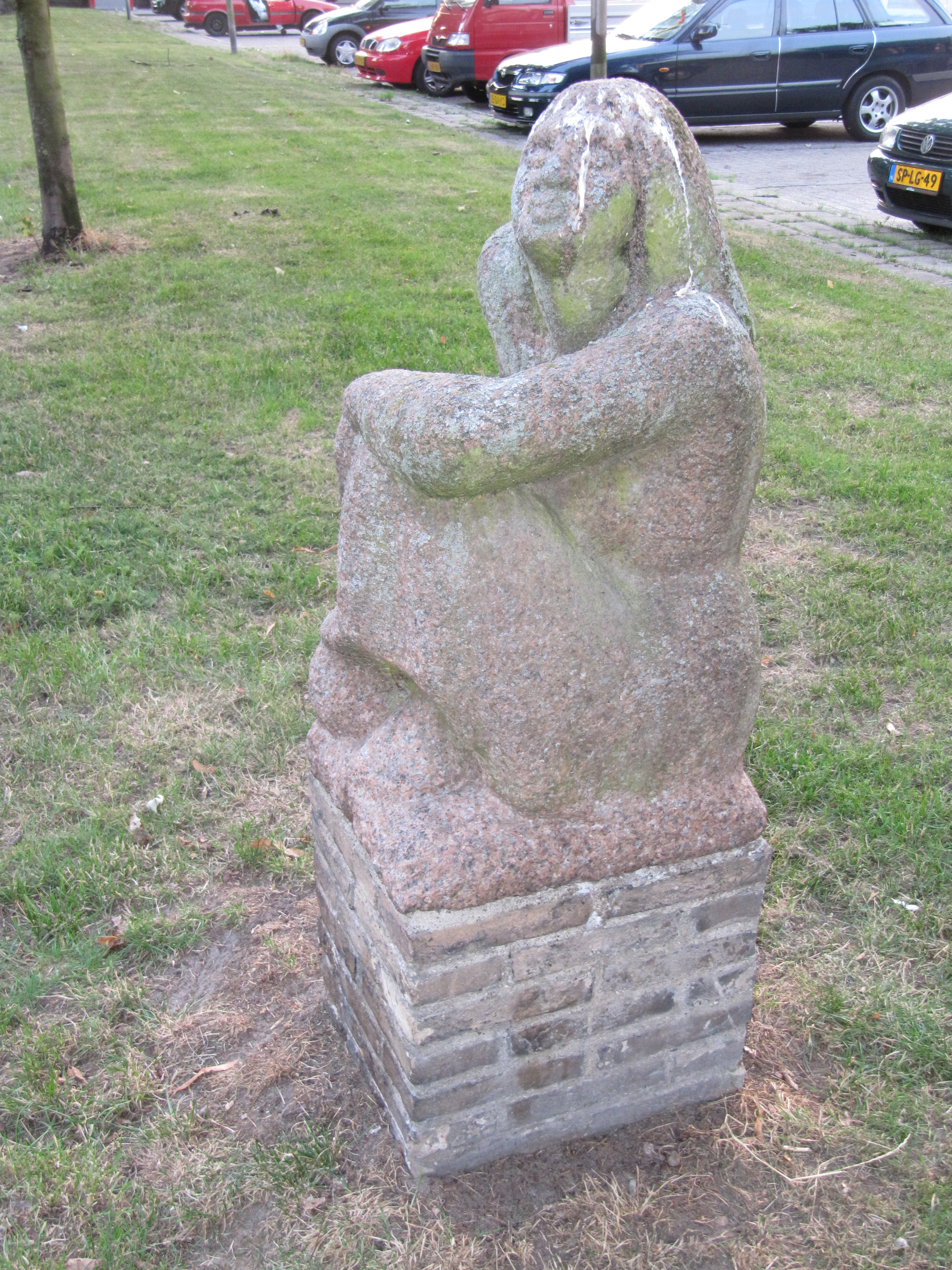
Peinzende vrouw (1952)
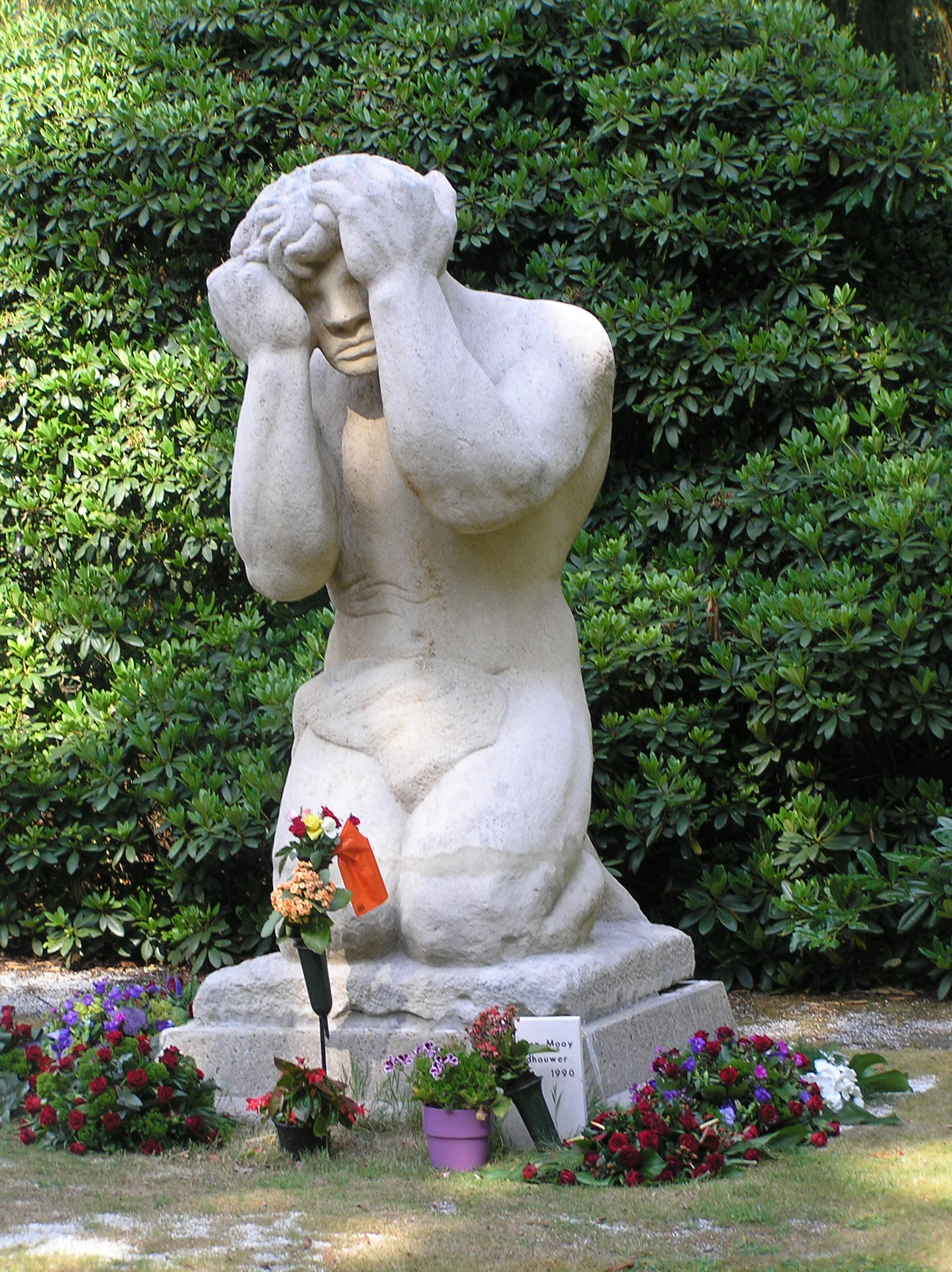
Wenende man (1952)
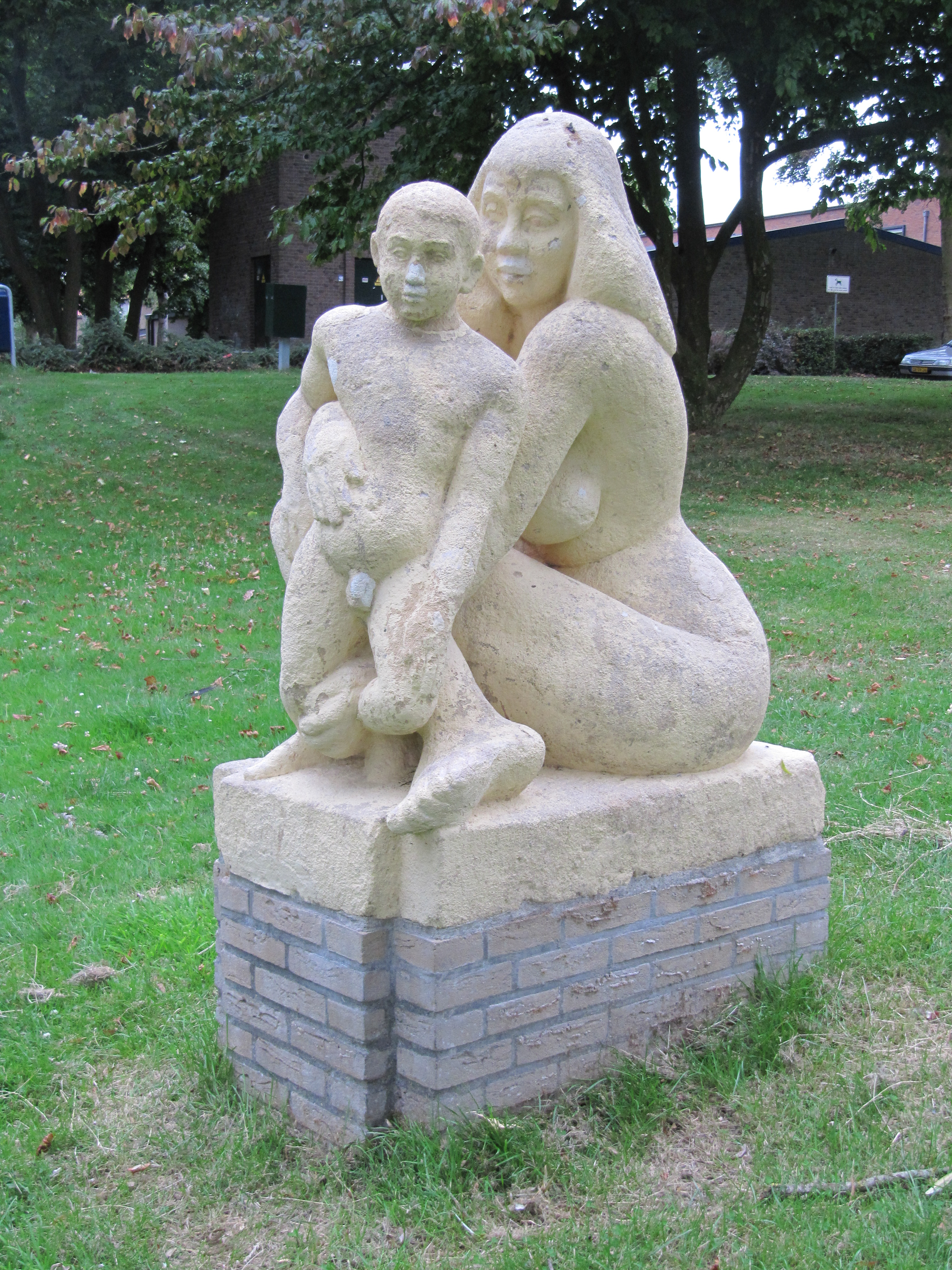
Moeder en kind (1953)